# 朱桂生
朱桂生（1896年—2002年3月）是参加过一战的中国劳工旅的最后一位在世成员。

## 生平
朱桂生来自江蘇溧陽。1916年，朱桂生通过惠民公司与中国劳工旅签下五年合同。他可能是在1916年8月离开青岛，前往法国加入劳工旅。朱桂生在法国拉罗谢尔附近的面粉厂工作，后来被安排运送粮食弹药。战后，他留在了拉罗谢尔。1921年，他与一位法国女子结婚，婚后育有一子二女。
1939年5月，納粹德國攻佔拉罗谢尔。同年9月，朱桂生参军。朱桂生主要负责马匹调度。二战结束后，朱桂生先后当过司机、电工、冷冻库房工人，操作过起重机。1989年，劳工旅前成员中唯独在世的两人获颁法國榮譽軍團勳章，其中一位就是朱桂生。
2002年3月，朱桂生逝于拉罗谢尔，享年106岁，是中国劳工旅最晚离世的成员。